# Operação Nickel Grass

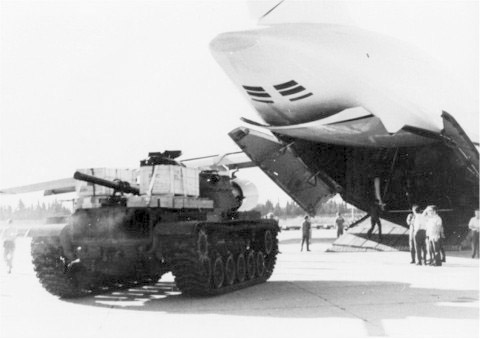
Um tanque M60 é descarregado de um Lockheed C-5A Galaxy da Força Aérea dos EUA em Israel durante a "Operação Nickel Grass", em 1973.

Operação Nickel Grass foi o codinome de um transporte aéreo estratégico conduzido pelos Estados Unidos para entregar armas e suprimentos a Israel durante a Guerra do Yom Kippur de 1973. Entre 14 de outubro e 14 de novembro daquele ano, o Comando de Transporte Aéreo Militar da Força Aérea dos Estados Unidos enviou aproximadamente 22 325 toneladas de suprimentos, incluindo tanques, artilharia e munição, em vários voos de C-141 Starlifters e C-5 Galaxys. Esta iniciativa foi empreendida para ajudar a melhorar a posição dos militares israelenses em face de uma ofensiva conjunta em larga escala do Egito e da Síria, ambos os quais vinham recebendo amplo apoio da União Soviética.
Em 19 de outubro, quase duas semanas após a Operação Badr do Egito, os Estados Unidos se comprometeram a apoiar a luta de Israel contra os países árabes. Anteriormente, a Organização dos Países Árabes Exportadores de Petróleo (OAPEC) havia chegado a um entendimento para usar a "arma do petróleo" para dar ao lado árabe uma vantagem no conflito árabe-israelense. Após o início das hostilidades, os membros da OAPEC, liderados por Faisal da Arábia Saudita, proclamaram a implementação de um embargo total de petróleo contra os Estados Unidos e outros países que forneceram qualquer forma de apoio a Israel para se defender contra a ofensiva militar árabe. Isso, juntamente com o fracasso contemporâneo das principais negociações de preços e produção entre os exportadores e as principais empresas petrolíferas, levou à crise do petróleo de 1973. No entanto, Israel continuou a receber apoio e a guerra chegou ao fim em 25 de outubro, após um cessar-fogo. A OAPEC levantou o embargo em março de 1974. O impacto econômico da crise do petróleo influenciou as decisões futuras dos formuladores de políticas americanos e reformulou decisivamente as políticas externas dos Estados Unidos, especialmente no Oriente Médio. O transporte aéreo americano para Israel e o embargo árabe dos Estados Unidos transformaram muito a dinâmica do relacionamento Arábia Saudita-Estados Unidos.

## Efeitos
A Operação Nickel Grass teve efeitos imediatos e de longo alcance. Os membros árabes da Opep declararam que limitariam ou interromperiam os embarques de petróleo para os EUA e outros países se apoiassem Israel no conflito. Mantendo suas ameaças, os estados árabes declararam um embargo total do petróleo aos EUA. Os preços do petróleo dispararam, o combustível tornou-se escasso e os EUA logo se envolveram na crise do petróleo de 1973.
Nickel Grass também revelou uma grave deficiência nas capacidades de transporte aéreo americano: a necessidade de bases de preparação no exterior. Sem a ajuda de Portugal, o transporte aéreo poderia nem ter sido possível. Como resultado, os EUA expandiram muito suas capacidades de reabastecimento aéreo e tornaram as operações de voo de longa distância o padrão e não a exceção.
Um estudo do GAO sobre a operação discutiu as deficiências do C-141A. Como resultado, o C-141B foi concebido. Os modelos A foram enviados de volta para a Geórgia, onde foram cortados para frente e para trás da asa, estendidos em comprimento por três posições de paletes e reequipados para reabastecimento em voo.
A Nickel Grass justificou a decisão da USAF de comprar o C-5 Galaxy. Desde a sua introdução em 1970, o C-5 foi atormentado por problemas. A USAF alegou ter corrigido os problemas, mas o C-5 ainda era visto pela imprensa como um fracasso caro. Durante o Nickel Grass, os C-5s transportaram 48% da carga total em apenas 145 das 567 missões totais. O C-5 também transportava cargas "descomunais", como tanques M60 Patton, obuseiros M109, sistemas de radar terrestre, unidades de tratores móveis, helicópteros CH-53 Sea Stallion e componentes A-4 Skyhawk, carga que não cabia em aeronaves menores. Esse desempenho justificou a existência do C-5.
 

O general George Brown, presidente do Estado-Maior Conjunto americano, foi repreendido pelo presidente Gerald Ford depois de criticar o esforço de reabastecimento. De acordo com a revista Time, as críticas de Brown incluíam a opinião de que o transporte aéreo foi impulsionado em parte por judeus que controlavam o sistema bancário americano.